# Stemma di Toronto

Lo stemma di Toronto fu disegnato dal capo araldico del Canada, Robert Watt, nel 1998. La creazione fu dovuta alla fusione della città di Toronto con le vicine località di Etobicoke, York, North York, Scarborough ed East York.
Per realizzare lo scudo, fu consegnato un questionario alla popolazione dove veniva richiesto quali simboli dovevano essere inclusi nel nuovo scudo. Il questionario poteva essere preso dai cittadini in tutti i maggiori centri cittadini, nelle biblioteche, nei centri sociali, ecc. In più fu possibile partecipare tramite il sito web della città di Toronto durante il mese di luglio del 1998. In totale arrivarono più di 1 100 suggerimenti che il capo araldico del Canada sintetizzò in uno scudo totalmente nuovo.
Il nuovo disegno venne approvato dal consiglio il 30 ottobre del 1998 e ufficialmente concesso l'11 gennaio 1999.

Lo stemma è blasonato: d'oro al capo-palo d'azzurro. I sostegni sono un castoro e un orso, ed il cimiero è un'aquila. Il motto è Diversity Our Strength ("La diversità è la nostra forza").
La composizione vuole rappresentare il profilo delle due torri del municipio di Toronto con il cielo azzurro tra e sopra le torri a formare la lettera maiuscola T.
Tra gli ornamenti esteriori l'aquila è un simbolo già utilizzato dalla Mississaugas of New Credit First Nation e dalla Huron-Wendat Nation, sul cui territorio tradizionale si trova oggi la città di Toronto.
La corona muraria, posta su in cercine intrecciato di giallo e di azzurro, è simbolo dell'autorità municipale. Sul muro si trovano una rosa di York che rappresenta l'ex città di York, un cuore per l'ex città di North York (chiamata The City with a Heart, "La città con un cuore") e un'altra rosa per l'ex distretto di East York.
I supporti sono un castoro ed un orso. Il castoro è simbolo dell'industria e compare sullo stemma della città di Toronto dal 1834. Al collo, appeso ad un collare, porta la cella di un favo, simbolo di energia e produttività, su cui compare una foglia verde di ontano simbolo dell'ex città di Etobicoke il cui nome inglese deriva della parola degli Ojibway wadopika o wadopikang, che significa "luogo dove crescono gli ontani".
L'orso simboleggia la forza, la determinazione, la cura e la protezione della sua prole.	Al collo porta anch'esso un collare con un favo, caricato di un'aquilegia fiore simbolo dell'ex città di Scarborough. La disposizione della foglia di ontano e dell'aquilegia indica la posizione geografica di Etobicoke a ovest e di Scarborough a est.
L'erba verde su cui poggia lo scudo simboleggia i numerosi parchi e strutture ricreative della città. Tre fasce ondate alla base rappresentano i fiumi Humber, Don e Rouge che sfociano nel lago Ontario.	 Il motto La diversità è la nostra forza allude alla dimensione multiculturale della città e alle sette amministrazioni municipali che formano la città di Toronto.

## Stemmi precedenti

### Toronto
Prima della fusione del 1998, la Città di Toronto utilizzava un proprio stemma concesso il 20 dicembre 1961.

### East York
Lo stemma di East York era stato adottato nel 1967.

### Etobicoke
Lo stemma di Etobicoke venne adottato nel 1977.

### North York
L'emblema di North York era composto da uno scudo su cui erano raffigurati un covone di grano e una bilancia, sormontati da un castoro su una corona, il tutto ornato da foglie d'acero e circondato dal motto Progress With Economy.

### Scarborough
Lo stemma di Scarborough venne adottato nel 1996.